# I’ll Meet You at Midnight
I’ll Meet You at Midnight (с англ. — «Я встречу тебя в полночь») — песня британской рок-группы Smokie из их студийного альбома 1976 года Midnight Café.

## История
Песня была написана Ники Чинном и Майком Чепменом и спродюсирована ими совместно. В сентябре того же, 1976, года она была выпущена как сингл. Это был третий и последний сингл с альбома «Midnight Café», после «Something’s Been Making Me Blue» и «Wild Wild Angels».
Крис Норман включил свою кавер-версию этой песни в сольный студийный альбом 2000 года «Full Circle».

## Чарты
| Чарт (1976)                              | Высшая позиция |
| ---------------------------------------- | -------------- |
| Австрия (Ö3 Austria Top 40)              | 10             |
| Бельгия (Ultratop 50 Flanders)           | 11             |
| Германия (Media Control Charts)          | 9              |
| Ирландия (IRMA)                          | 1              |
| Нидерланды (Single Top 100)              | 5              |
| Норвегия (VG-lista)                      | 6              |
| Южная Африка (Springbok Radio)           | 3              |
| Великобритания (Official Charts Company) | 11             |